# 霍赫奧斯特維茨城堡
霍赫奧斯特維茨城堡（德語：Burg Hochosterwitz）是奧地利最著名的中世紀城堡之一，位於一塊高160公尺的巨岩上。霍赫奧斯特維茨城堡是奧地利的象徵性建築之一，在天氣晴朗時遠在30公里外就可以看到城堡。霍赫奧斯特維茨城堡的高度是664米。現在城堡的部分區域對遊客開放。
該城堡流傳著一個遭提洛伯的瑪格麗特伯爵夫人（Margarethe Maultasch）軍隊圍困的故事。 這個傳說由中世紀編年史家Jakob Unrest首先提到，後來收入雅各布·格林的《日耳曼傳說》。瑪格麗特在1335年父親去世後擁有對克恩頓公國的繼承權，但其繼承權被奧地利哈布斯堡王朝剝奪，她因此入侵了克恩頓公國圍困該城堡；然而該城堡的守軍宰殺了堡中最後一頭牛，用玉米塞滿牛肚，把它扔到牆外，假裝堡中仍然有很多存糧，可以用來作拋射物，她的部隊上當了，放棄圍困城堡。

## 外部連結

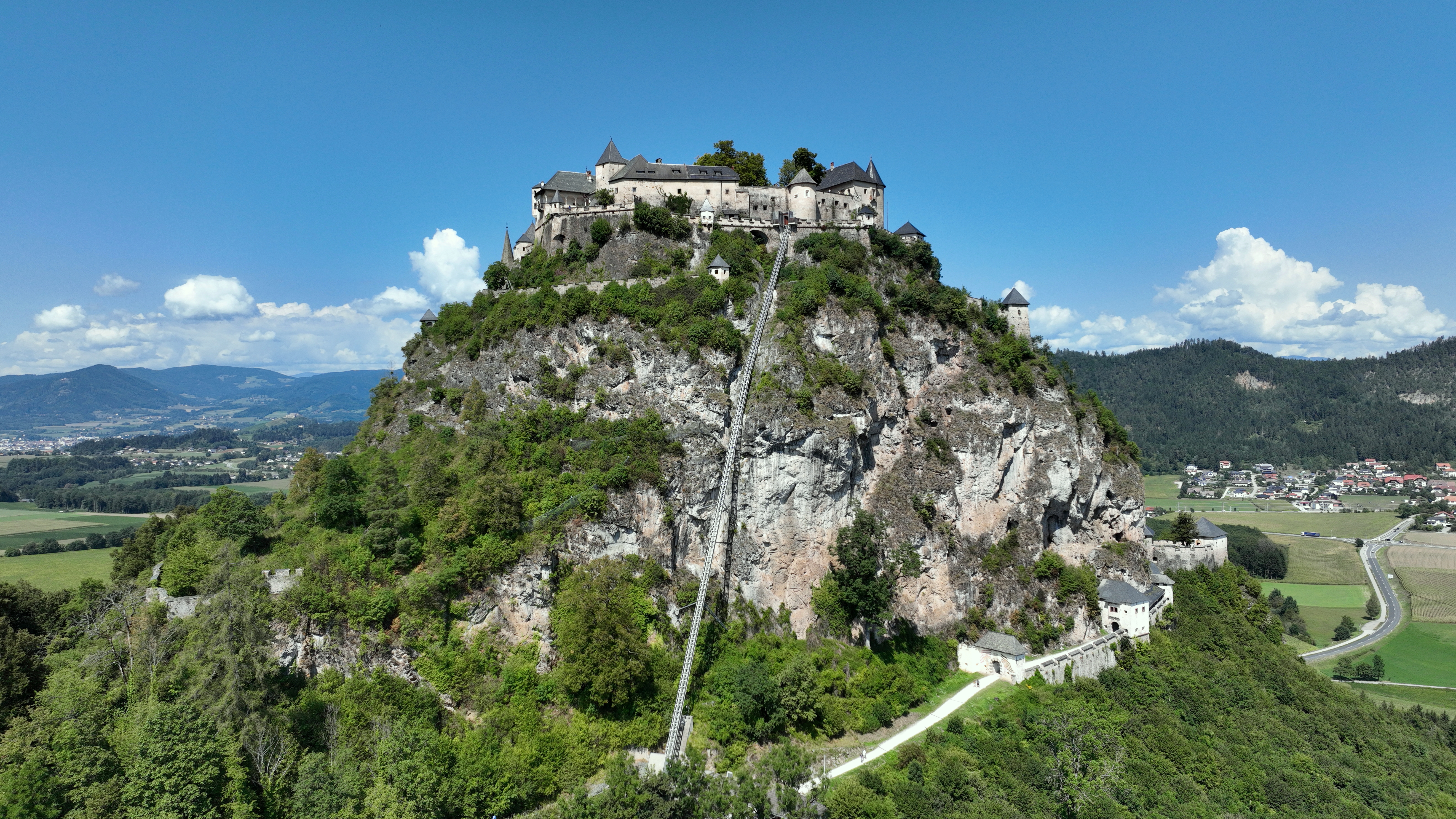

- Burg Hochosterwitz Official Site  (retrieved Nov 6, 2005)
- Burg Hochosterwitz Burg Galerie Official Site  （页面存档备份，存于） (retrieved Jul 3, 2010)

46°45′18″N 14°27′13″E / 46.75500°N 14.45361°E